# Condado de Marion (Arkansas)
O Condado de Marion é um dos 75 condados do estado norte-americano do Arkansas. A sede do condado é Yellville.
O condado possui uma área de 1 658 km², uma população de 16 140 habitantes, e uma densidade populacional de 10 hab/km² (segundo o censo nacional de 2000).
O condado foi criado em 25 de setembro de 1836.